# Illa Mali Xantar
L'illa Mali Xantar (en rus: Остров Малый Шантар; Ostrov Maly Shantar) és una petita illa de les illes Xantar, al mar d'Okhotsk. Administrativament pertany al Krai de Khabàrovsk, al Districte Federal de l'Extrem Orient de Rússia.

## Geografia
Mali Xantar o Petita illa Xantar fa uns 19 km de llargada amb una amplada màxima de 6 km. Està separada de Bolshoy Shantar, al nord, per l'estret Severo-Vostotxni, de l'illa Belichiy a l'est per l'estret d'Opasni, i del continent, al sud, per l'estret de Lindholm. Al seu oest es troba el mar de Xantar.

## Història
Entre 1852 i 1889 els vaixells baleners estatunidencs van fondejar a Mali Xantar per obtenir refugi de les tempestes o enviar baleneres a caçar balenes de Groenlàndia a badies i estrets propers. De l'illa n'aprofitaven la fusta.
Forma part del Pac Nacional de les illes Xantar.